# Équipe cycliste Gallina Ecotek Lucchini
L'équipe cycliste Gallina Ecotek Lucchini est une équipe cycliste italienne, ayant le statut d'équipe continentale depuis 2022.

## Classements UCI
L'équipe participe aux épreuves des circuits continentaux et en particulier de l'UCI Europe Tour. Le tableau ci-dessous présente les classements de l'équipe sur ce circuit, ainsi que son meilleur coureur au classement individuel.
UCI Europe Tour
| UCI Europe Tour | UCI Europe Tour        | UCI Europe Tour                           | UCI Europe Tour |
| Année           | Classement par équipes | Meilleur coureur au classement individuel |                 |
| --------------- | ---------------------- | ----------------------------------------- | --------------- |
| 2022            | 56e                    | Francesco Di Felice (399e)                |                 |
|                 |                        |                                           |                 |
| Source : UCI    |                        |                                           |                 |

L'équipe est également classée au Classement mondial UCI qui prend en compte toutes les épreuves UCI et concerne toutes les équipes UCI.
| Classement mondial | Classement mondial     | Classement mondial                        | Classement mondial |
| Année              | Classement par équipes | Meilleur coureur au classement individuel |                    |
| ------------------ | ---------------------- | ----------------------------------------- | ------------------ |
| 2022               | 98e                    | Francesco Di Felice (502e)                |                    |
| 2023               | -                      | Paweł Więczkowski (2422e)                 |                    |
|                    |                        |                                           |                    |
| Source : UCI       |                        |                                           |                    |

## Gallina Ecotek Lucchini en 2022[1]
| Cycliste                | Date de naissance | Nationalité | Équipe 2021  |  |
| ----------------------- | ----------------- | ----------- | ------------ |  |
| Davide Bauce            | 8 octobre 1999    | Italie      |              |  |
| Nicolas Borsarini       | 28 avril 2003     | Italie      |              |  |
| Walter Calzoni          | 8 août 2001       | Italie      |              |  |
| Luca Cavallo            | 26 octobre 199    | Italie      |              |  |
| Domenico Cirlincione    | 23 janvier 2003   | Italie      |              |  |
| Francesco Di Felice     | 17 mars 1997      | Italie      | MG.K Vis VPM |  |
| Lorenzo Ferroni         | 22 décembre 2003  | Italie      |              |  |
| Andrea Gatti            | 5 février 2002    | Italie      |              |  |
| Sergio Nicolas Granados | 21 août 2000      | Colombie    |              |  |
| Riccardo Perani         | 20 juillet 2003   | Italie      |              |  |
| Matteo Pongiluppi       | 21 novembre 2000  | Italie      |              |  |
| Diego Ressi             | 6 janvier 2003    | Italie      |              |  |
| Oleksandr Shchypak      | 5 septembre 2000  | Ukraine     |              |  |
| Riccardo Tomasoni       | 26 septembre 2003 | Italie      |              |  |
| Kyrylo Tsarenko         | 13 octobre 2000   | Ukraine     |              |  |